# Hilara joannae
Hilara joannae är en tvåvingeart som beskrevs av Niesiolowski 1991. Hilara joannae ingår i släktet Hilara och familjen dansflugor. Inga underarter finns listade i Catalogue of Life.